# Posta
Posta – miejscowość i gmina we Włoszech, w regionie Lacjum, w prowincji Rieti.
Według danych na rok 2004 gminę zamieszkiwały 824 osoby, 12,7 os./km².
Miejscowość była jedną z najbardziej poszkodowanych w wyniku trzęsienia ziemi, które miało miejsce 24 sierpnia 2016.